# Hoàng Giác
Hoàng Giác (1924 – 2017) là nhạc sĩ và ca sĩ nhạc tiền chiến nổi tiếng của nền Tân nhạc Việt Nam. Ông sáng tác không nhiều, song lại sở hữu một số tác phẩm nổi tiếng được biết đến rộng rãi.

## Tiểu sử
Hoàng Giác sinh năm 1924; quê gốc của ông là làng Chèm, nay thuộc phường Thụy Phương, quận Bắc Từ Liêm, Hà Nội. Cha của Hoàng Giác là một người chơi đàn bầu rất hay nhưng lại ham mê môn quyền anh, từng giữ chức Chủ tịch Liên đoàn Quyền anh Bắc Kỳ. Bản thân Hoàng Giác cũng là người say mê thể thao. Thuở nhỏ, ông học trường Bưởi. Từ khi còn là học sinh, ông đã tìm tòi học hỏi nhạc theo các tài liệu sáng tác cũng như hòa thanh của Pháp. Năm 1945 ông viết ca khúc đầu tay "Mơ hoa".

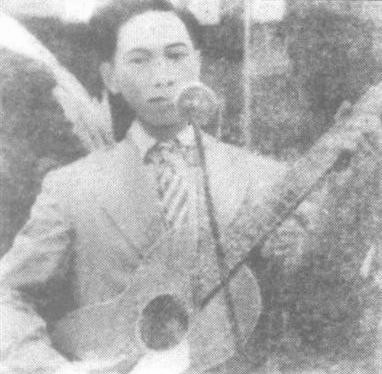
Nhạc sĩ Hoàng Giác năm 1949

Trong thời gian kháng chiến chống Pháp, Hoàng Giác cùng gia đình sơ tán lên chiến khu Việt Bắc. Cuối năm 1946, ông sáng tác bài hát "Ngày về" khi còn là một đội viên trong đoàn tuyên truyền của cách mạng được trở về thăm gia đình sau những chuyến đi công tác. Theo Hoàng Giác, đây chính là ca khúc ông ưng ý nhất. Bài này đã được nhiều ca sĩ thu âm như tài tử Ngọc Bảo, Ái Vân, Mai Hoa, Anh Thơ,... Năm 1948, Hoàng Giác trở lại Hà Nội và là một ca sĩ được nhiều người yêu mến.
Hoàng Giác sáng tác không nhiều, chỉ khoảng 20 ca khúc. Trong số đó, có những bài hát nổi tiếng và vượt thời gian như "Mơ hoa", "Ngày về", "Lỡ cung đàn",...Ông khiêm tốn: "Tôi sáng tác không nhiều và so với các nhạc sĩ cùng thời thì đóng góp của tôi cho nền âm nhạc nước nhà không được bao nhiêu."
Hoàng Giác chuyên sử dụng nhạc cụ là đàn Ghi-ta Hawaii (còn gọi là Hạ Uy cầm) và từng nhiều năm làm giảng viên ghi-ta tại Trường Sư phạm Nhạc – Họa Trung ương và Trường Âm nhạc dân lập.
Hoàng Giác lập gia đình với bà Kim Châu vào năm 1951. Từ khoảng nửa sau thập niên 1960, gia đình ông rơi vào cảnh sống cơ cực ở miền Bắc Việt Nam bởi nhà cầm quyền Việt Nam Cộng hòa ở miền Nam sử dụng nhạc bản "Ngày về" của ông để làm nhạc hiệu cho chương trình "Chiêu hồi". Hai ông bà có người con trai là nhà thơ Hoàng Nhuận Cầm.
Ngày 14 tháng 9 năm 2017, Hoàng Giác qua đời tại nhà riêng ở Hà Nội do tuổi cao sức yếu, hưởng thọ 94 tuổi.

## Một số tác phẩm
- Anh sẽ về
- Binh sếu
- Bóng ngày qua
- Giờ vui tàn
- Hương lúa đồng quê
- Khúc hát thương binh
- Lỗi hẹn
- Lỡ cung đàn
- Mơ hoa
- Ngày đi
- Ngày về
- Quê hương

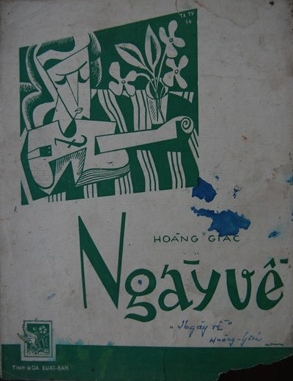
Tờ nhạc "Ngày về" do Tinh Hoa tái bản

Viết lời cho ca khúc của Nguyễn Thiện Tơ:
- Qua bến năm xưa
- Tiếng hát biên thùy
- Trên đường về